# Anna Castillo
Anna Castillo Ferré (Barcelona, 9 de outubro de 1993) é uma atriz espanhola. Em 2017, ganhou o Prêmio Goya de melhor atriz revelação pelo seu papel no filme El olivo.